# Cromosoma 5
El cromosoma 5 és un dels 23 parells de cromosomes en l'home. Normalment hi ha dues còpies d'aquest cromosoma. El cromosoma 5 té al voltant de 181 milions de parells de bases i representa al voltant del 6% del total de l'ADN de la cèl·lula. El cromosoma 5 és un dels més grans, encara que té una de les més baixes densitats de gens.

## Gens

Imatge del cromosoma 10 humà.

Alguns dels gens del cromosoma 5, són els següents:
- ADAMTS2: ADAM metallopeptidase amb motiu thrombospondin tipus 1, 2
- APC: Adenomatosi poliposi coli
- EGR1: El creixement inicial de resposta de proteïna 1
- ERCC8: Reparació per escissió transversal, complementa la deficiència de la reparació dels rosegadors, la complementació del grup 8
- FGFR4: Receptor del factor de creixement de fibroblastes 4
- GM2A: Activador ganglis GM2
- HEXB: Hexosaminidase B (beta polipèptids)
- MASS1: Monogèniques, audiogènic obstant susceptibilitat homòleg 1 (ratolí)
- MCCC2: methylcrotonoyl-coenzim A carboxilasa 2 (beta)
- MTRR: 5-homocisteïna metiltransferasa methyltetrahydrofolate-reductasa
- NIPBL:-B cremades homòleg (Drosophila)
- NSD1: Transcripció coregulator proteïna
- Pikachurin: Responsable del funcionament de la cinta sinàptica, permet que l'ull fer un seguiment d'objectes en moviment
- SLC22A5: solut transportista família 22 (catió orgànic transportista), membre 5
- SLC26A2: Solut transportista família 26 (sulfat de transportador), membre 2
- SMN1: Supervivència de la neurona motora 1, telomèrica
- SMN2: Supervivència de la neurona motora 2, centromèrica
- SNCAIP: synuclein, interacció proteïna alfa (synphilin)
- FGF1: el factor de creixement fibroblasts 1
- Oscil·lina

## Malalties i trastorns
Algunes de les malalties més comunes del cromosoma 5 són:
- Acondrogènesi tipus 1B
- Atelosteogenesi, tipus II
- Síndrome de Cockayne
- Síndrome de Cornelia de Lange
- Síndrome d'Ehlers-Danlos
- Síndrome del miol de gat
- Síndrome d'Ehlers-Danlos, tipus dermatosparaxis
- Pliposi adenomatosa familiar
- Homocistinuria
- Dependència de la nicotina
- Malaltia de Parkinson
- Primària de la deficiència de carnitina
- Malaltia de Sandhoff
- Atròfia muscular espinal
- Síndrome de Sotos
- Supervivència neurona motora atròfia muscular espinal
- Síndrome de Treacher Collins
- Síndrome d'Usher
- Síndrome d'Usher tipus II